# Bienvillers-au-Bois
Bienvillers-au-Bois ist eine französische Gemeinde mit 665 Einwohnern (Stand: 1. Januar 2022) im Département Pas-de-Calais in der Region Hauts-de-France. Sie gehört zum Arrondissement Arras und zum Kanton Avesnes-le-Comte. Die Einwohner werden Bienvillois genannt.

## Geographie
Die Gemeinde Bienvillers-au-Bois liegt am Südostrand des Artois, etwa 17 Kilometer südsüdwestlich des Stadtzentrums von Arras. Umgeben wird Bienvillers-au-Bois von den Nachbargemeinden Pommier im Nordwesten und Norden, Berles-au-Bois im Norden, Monchy-au-Bois im Nordosten, Hannescamps im Nordosten und Osten, Foncquevillers im Süden, Souastre im Südwesten sowie Saint-Amand im Westen.

## Bevölkerungsentwicklung
| Jahr                       | 1962 | 1968 | 1975 | 1982 | 1990 | 1999 | 2006 | 2012 | 2022 |
| -------------------------- | ---- | ---- | ---- | ---- | ---- | ---- | ---- | ---- | ---- |
| Einwohner                  | 659  | 629  | 665  | 584  | 614  | 619  | 606  | 633  | 665  |
| Quellen: Cassini und INSEE |      |      |      |      |      |      |      |      |      |

## Sehenswürdigkeiten
- Kirche Saint-Jacques aus dem 13. Jahrhundert, Monument historique
- britischer Militärfriedhof

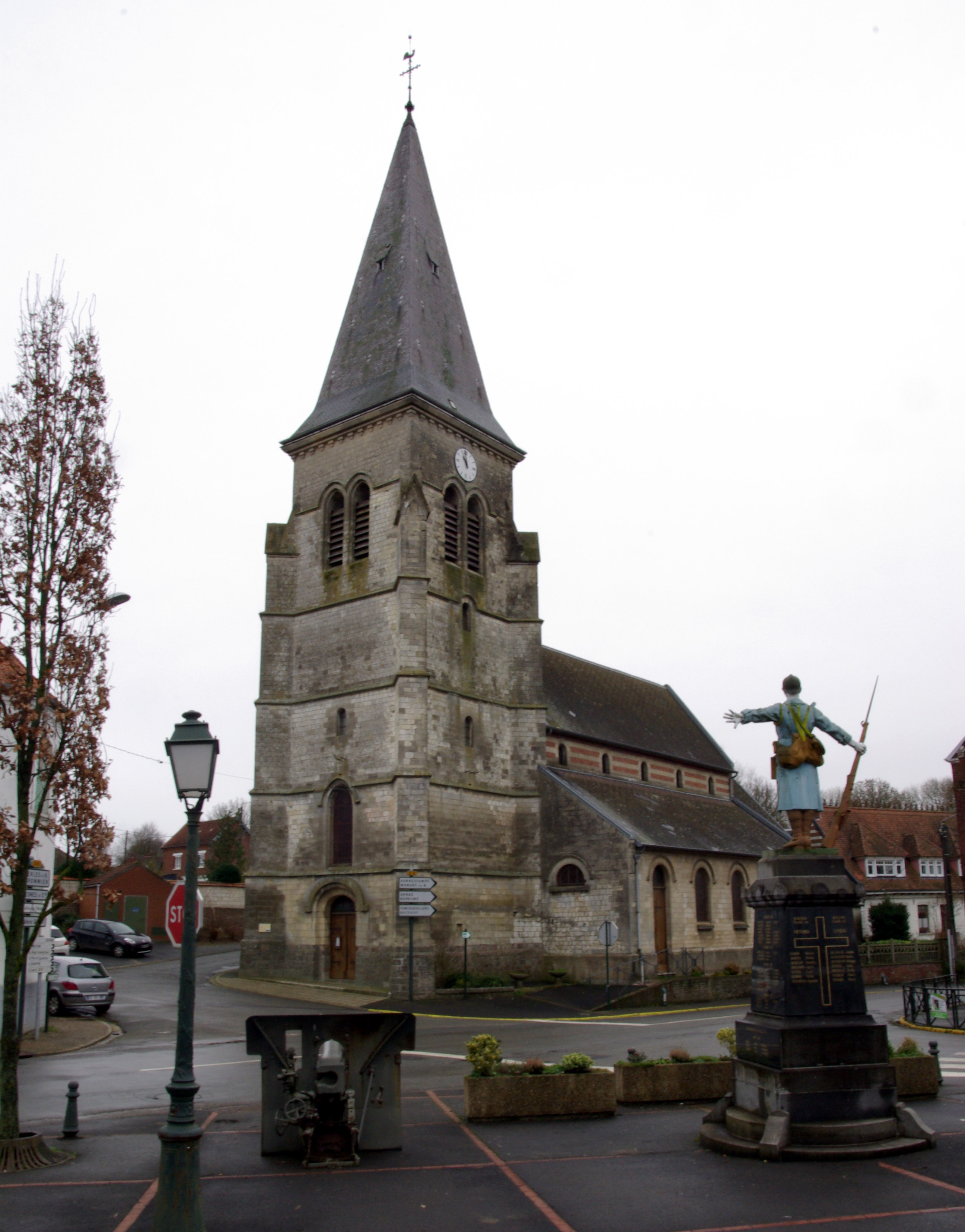
Kirche Saint-Jacques
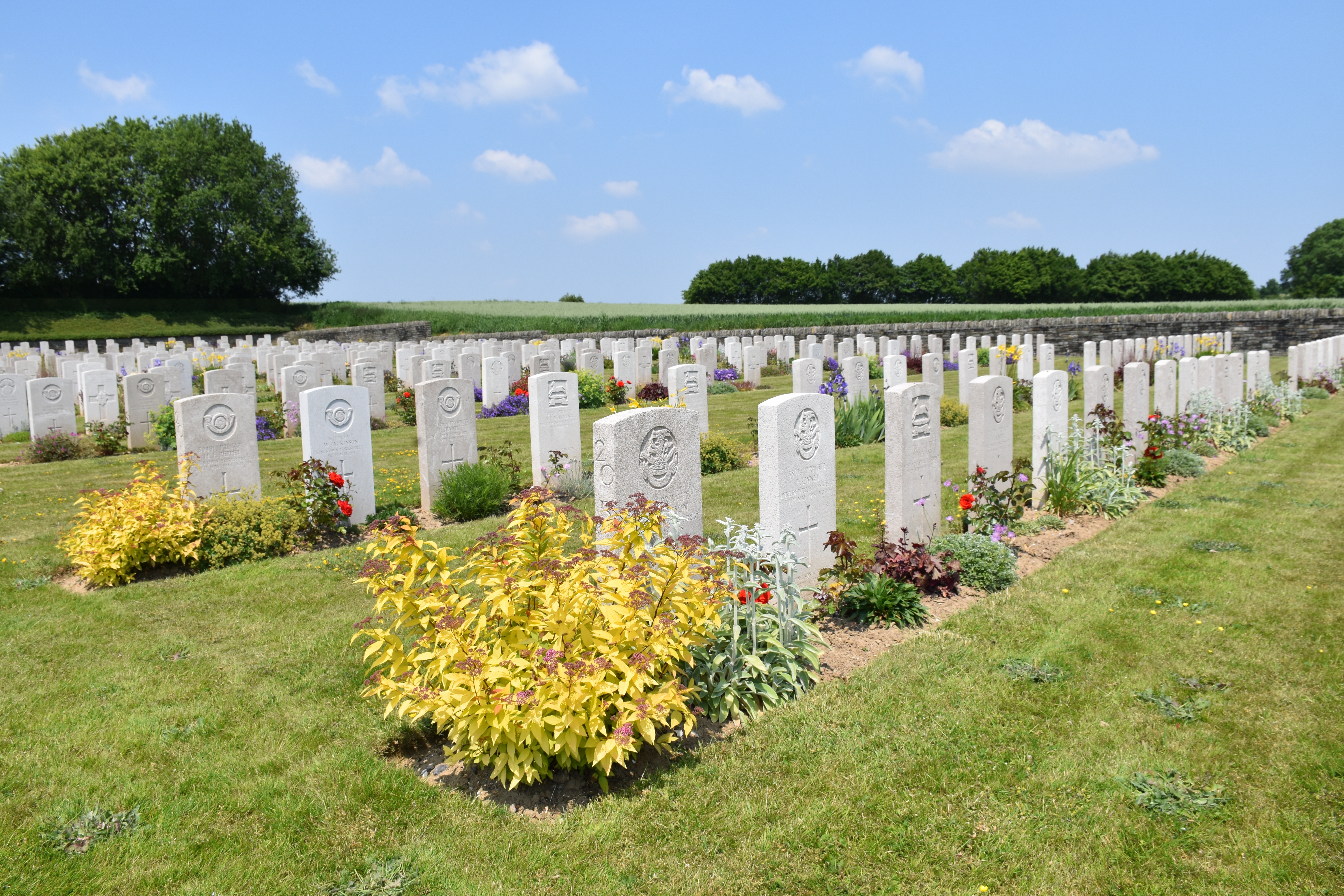
Britischer Soldatenfriedhof
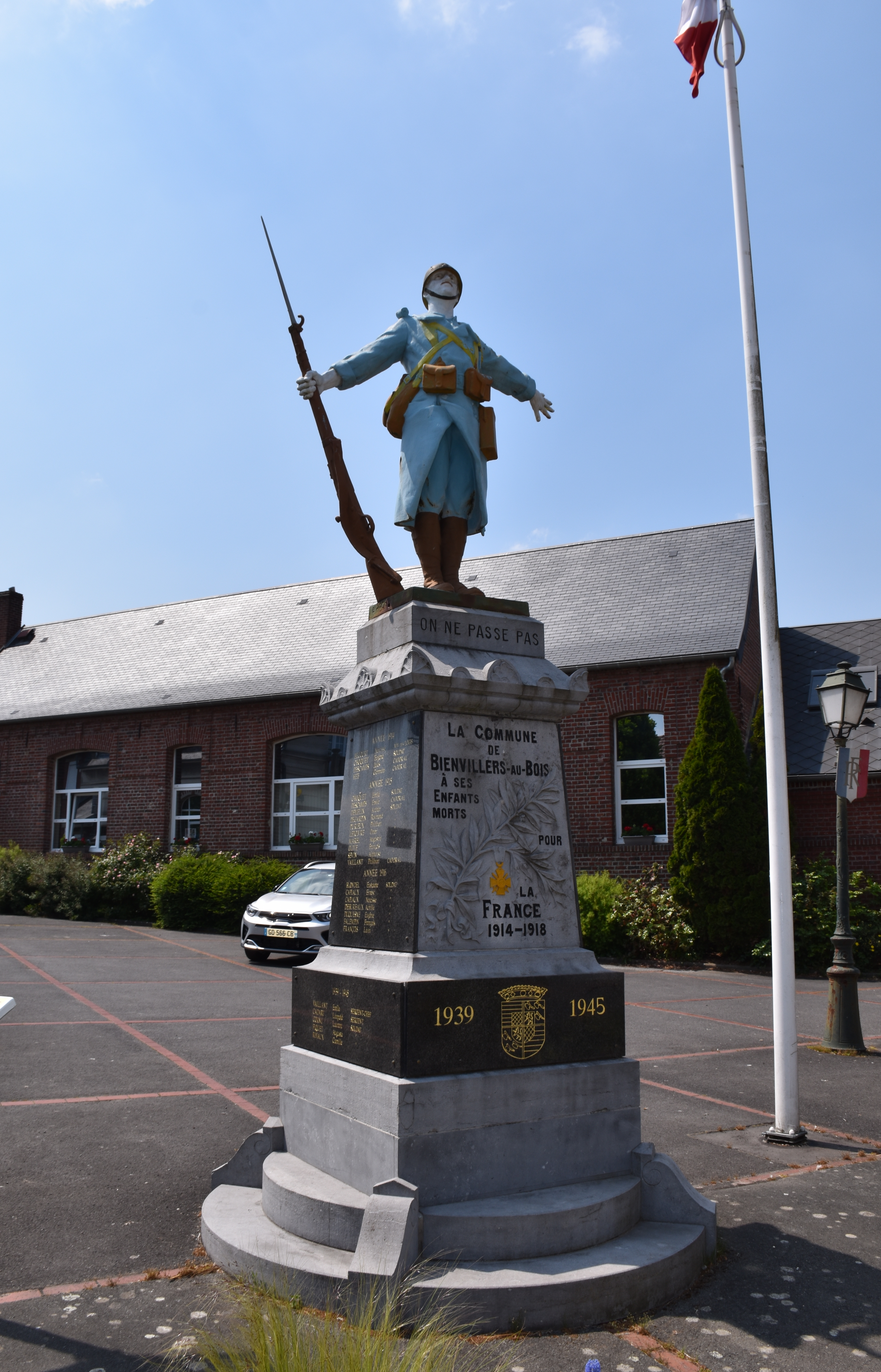
Gefallenendenkmal